# Seznam nejprodávanějších hudebních umělců v USA
Toto je seznam stovky nejprodávanějších hudebních umělců v USA. Je založen na základě certifikací alb, které byly uděleny americkou asociací RIAA. RIAA se nezabývá přímo prodejem nosičů, přiděluje pouze certifikace k jejich vydaným edicím. Proto jsou ve výsledcích prodeje tohoto seznamu dána čísla k certifikacím a skutečný (fyzický) prodej, kterého umělci dosáhli, může být díky akumulaci vyšší.
S přidělováním certifikaci RIAA začala v roce 1958. Proto se v tomto seznamu nenacházejí umělci jako Bing Crosby, jehož prodej nosičů nebyl ve 30. až 50. letech 20. století certifikován. Seznam také vylučuje certifikaci alb zaznamenaných ve spolupráci s jinými jedinečnými umělci nebo umělci spolupracujícími v rámci skupiny.

## Seznam
| Číslo | Jméno                           | Národnost            | Aktivní v dekádách | Žánr (-ry)                                  | Certifikace v milionech |
| ----- | ------------------------------- | -------------------- | ------------------ | ------------------------------------------- | ----------------------- |
| 1     | The Beatles                     | Anglie               | 1960–1970          | Rock[2]                                     | 178                     |
| 2     | Garth Brooks                    | USA                  | 1980–2010          | Country[3]                                  | 135                     |
| 3     | Elvis Presley                   | USA                  | 1950–1970          | Rock & roll / Pop / Country / R & amp; B[4] | 134,5                   |
| 4     | Led Zeppelin                    | Anglie               | 1960–1980          | Rock / Heavy metal / Blues[5]               | 111,5                   |
| 5     | The Eagles                      | USA                  | 1970–2010          | Rock[6]                                     | 101                     |
| 6     | Billy Joel                      | USA                  | 1970–2000          | Rock[7]                                     | 81,5                    |
| 7     | Michael Jackson                 | USA                  | 1970–2000          | Pop / R & B[8]                              | 76                      |
| 8     | Pink Floyd                      | Anglie               | 1960–2010          | Rock[9]                                     | 75                      |
| 9     | Elton John                      | Anglie               | 1960–2010          | Pop / Rock[10]                              | 73,5                    |
| 10    | Barbra Streisand                | USA                  | 1960–2010          | Pop                                         | 72,5                    |
| 11    | AC / DC                         | Austrálie            | 1970–2010          | Hard rock[11]                               | 72                      |
| 12    | George Strait                   | USA                  | 1980–2010          | Country                                     | 69                      |
| 13    | Aerosmith                       | USA                  | 1970–2010          | Hard rock[12]                               | 66,5                    |
| 13    | The Rolling Stones              | Anglie               | 1960–2010          | Rock[13]                                    | 66,5                    |
| 15    | Bruce Springsteen               | USA                  | 1970–2010          | Rock / Folk                                 | 64,5                    |
| 15    | Madonna                         | USA                  | 1980–2010          | Pop / Dance[14]                             | 64,5                    |
| 17    | Mariah Carey                    | USA                  | 1990–2010          | R & B / Pop[15]                             | 63,5                    |
| 18    | Metallica                       | USA                  | 1980–2010          | Heavy metal / Rock[16]                      | 62                      |
| 19    | Whitney Houston                 | USA                  | 1980–2010          | R & B / Pop[17]                             | 57                      |
| 20    | Van Halen                       | USA                  | 1970–2010          | Hard rock                                   | 56,5                    |
| 21    | U2                              | Irsko                | 1970–2010          | Rock                                        | 51,5                    |
| 22    | Kenny Rogers                    | USA                  | 1950–2000          | Pop/Country[18]                             | 51                      |
| 23    | Celine Dion                     | Kanada               | 1980–2010          | Pop                                         | 50                      |
| 24    | Fleetwood Mac                   | Anglie / USA         | 1960–2010          | Rock                                        | 49,5                    |
| 25    | Neil Diamond                    | USA                  | 1960–2010          | Pop                                         | 48,5                    |
| 26    | Shania Twain                    | Kanada               | 1990–2010          | Pop country                                 | 48                      |
| 26    | Kenny G                         | USA                  | 1980–2010          | Smooth Jazz                                 | 48                      |
| 28    | Journey                         | USA                  | 1970–2010          | Pop / Rock                                  | 47                      |
| 29    | Alabama                         | USA                  | 1970–2010          | Country rock                                | 46                      |
| 30    | Guns N' Roses                   | USA                  | 1980–2010          | Hard rock / Heavy Metal                     | 44,5                    |
| 31    | Santana                         | Mexiko / USA         | 1960–2010          | Latin / Rock                                | 43,5                    |
| 31    | Bob Seger                       | USA                  | 1960–2010          | Rock                                        | 43,5                    |
| 31    | Alan Jackson                    | USA                  | 1980–2010          | Country                                     | 43,5                    |
| 34    | Eric Clapton                    | Anglie               | 1960–2010          | Blues / Rock[19]                            | 42,5                    |
| 35    | 2Pac                            | USA                  | 1990               | Hip–hop                                     | 41,5                    |
| 36    | Reba McEntire                   | USA                  | 1970–2010          | Country                                     | 41                      |
| 37    | Prince                          | USA                  | 1970–2010          | R & B / Rock / Pop[20]                      | 39,5                    |
| 38    | Chicago                         | USA                  | 1960–2010          | Rock                                        | 38,5                    |
| 38    | Simon and Garfunkel             | USA                  | 1960–70            | Folk rock[21]                               | 38,5                    |
| 40    | Rod Stewart                     | Anglie               | 1960–2010          | Rock                                        | 38                      |
| 41    | Foreigner                       | USA / Velká Británie | 1970–2010          | Rock                                        | 37,5                    |
| 41    | Tim McGraw                      | USA                  | 1990–2010          | Country                                     | 37,5                    |
| 41    | Eminem                          | USA                  | 1990–2010          | Hip–hop                                     | 37,5                    |
| 44    | Bob Dylan                       | USA                  | 1960–2010          | Folk / Rock                                 | 37                      |
| 44    | Backstreet Boys                 | USA                  | 1990–2010          | Pop / Dance                                 | 37                      |
| 46    | Def Leppard                     | Anglie               | 1970–2010          | Hard rock                                   | 35                      |
| 46    | Willie Nelson                   | USA                  | 1950–2010          | Country                                     | 35                      |
| 48    | Queen                           | Velká Británie       | 1970–2000          | Rock                                        | 34,5                    |
| 48    | Bon Jovi                        | USA                  | 1980–2010          | Rock[22]                                    | 34,5                    |
| 50    | Britney Spears                  | USA                  | 1990–2010          | Pop / Dance                                 | 34                      |
| 51    | Phil Collins                    | Anglie               | 1970–2010          | Rock / Pop[23]                              | 33,5                    |
| 51    | R, Kelly                        | USA                  | 1990–2010          | R & B[24]                                   | 33,5                    |
| 51    | Dave Matthews Band              | USA                  | 1990–2010          | Rock                                        | 33,5                    |
| 54    | James Taylor                    | USA                  | 1960–2010          | Folk / Pop                                  | 33                      |
| 54    | John Denver                     | USA                  | 1960–1990          | Pop / Country                               | 33                      |
| 54    | The Doors                       | USA                  | 1960–1970          | Rock[25]                                    | 33                      |
| 57    | Pearl Jam                       | USA                  | 1990–2010          | Alternativní rock[26]                       | 31,5                    |
| 58    | Boston                          | USA                  | 1970–2010          | Rock                                        | 31                      |
| 59    | Dixie Chicks                    | USA                  | 1980–2000          | Country / Pop[27]                           | 30,5                    |
| 60    | Linda Ronstadt                  | USA                  | 1960–2000          | Rock / Pop / Country[28]                    | 30                      |
| 60    | Tom Petty                       | USA                  | 1970–2010          | Rock                                        | 29                      |
| 62    | Tom Petty and the Heartbreakers | USA                  | 1970–2010          | Rock                                        | 29,5                    |
| 63    | Jay–Z                           | USA                  | 1990–2010          | Hip–Hop / Rap                               | 29                      |
| 64    | Ozzy Osbourne                   | Anglie               | 1960–2010          | Hard rock                                   | 28,75                   |
| 65    | Mannheim Steamroller            | USA                  | 1970–2010          | New age                                     | 28,5                    |
| 66    | 'N Sync                         | USA                  | 1990–2000          | Pop                                         | 28                      |
| 66    | Michael Bolton                  | USA                  | 1980–2010          | Pop                                         | 28                      |
| 66    | Lynyrd Skynyrd                  | USA                  | 1960–2000          | Southern rock                               | 28                      |
| 69    | John Mellencamp                 | USA                  | 1970–2010          | Rock                                        | 27,5                    |
| 69    | Brooks & Dunn                   | USA                  | 1990–2000          | Country                                     | 27,5                    |
| 69    | Barry Manilow                   | USA                  | 1970–2010          | Pop                                         | 27,5                    |
| 72    | Boyz II Men                     | USA                  | 1990–2000          | R & B                                       | 27                      |
| 72    | Frank Sinatra                   | USA                  | 1930–1990          | Pop / Jazz                                  | 27                      |
| 72    | Bee Gees                        | Velká Británie       | 1960–2000          | Pop / Rock / R & amp; B / Dance             | 27                      |
| 75    | Enya                            | Irsko                | 1980–2000          | New age / Celtic                            | 26,5                    |
| 76    | Janet Jacksonová                | USA                  | 1980–2010          | R & B / Pop                                 | 26                      |
| 76    | Creedence Clearwater Revival    | USA                  | 1960–1970          | Rock                                        | 26                      |
| 78    | Faith Hill                      | USA                  | 1990–2010          | Country                                     | 25,5                    |
| 78    | Kenny Chesney                   | USA                  | 1990–2010          | Country                                     | 25,5                    |
| 80    | Rush                            | Kanada               | 1970–2010          | Progresivní rock[29]                        | 25                      |
| 80    | Mötley Crüe                     | USA                  | 1980–2010          | Rock                                        | 25                      |
| 80    | Nirvana                         | USA                  | 1980–1990          | Alternative rock                            | 25                      |
| 80    | ZZ Top                          | USA                  | 1970–2010          | Rock                                        | 25                      |
| 80    | Luther Vandross                 | USA                  | 1960–2000          | R & B                                       | 25                      |
| 80    | Creed                           | USA                  | 1990–2000          | Rock                                        | 25                      |
| 80    | Toby Keith                      | USA                  | 1990–2010          | Country                                     | 25                      |
| 87    | Carpenters                      | USA                  | 1960–1980          | Pop                                         | 24,5                    |
| 87    | Steve Miller Band               | USA                  | 1960–2010          | Rock                                        | 24,5                    |
| 87    | Taylor Swift                    | USA                  | 2000–2010          | Country / Pop[30]                           | 24,5                    |
| 90    | Vince Gill                      | USA                  | 1970–2010          | Country                                     | 24                      |
| 90    | Green Day                       | USA                  | 1980–2010          | Rock / Pop punk                             | 24                      |
| 92    | Earth, Wind & Fire              | USA                  | 1970–2010          | R & B[31]                                   | 23,5                    |
| 92    | The Cars                        | USA                  | 1970–2010          | Rock                                        | 23,5                    |
| 92    | Kid Rock                        | USA                  | 1990–2010          | Rock / Hip-hop / Country                    | 23,5                    |
| 92    | Sade                            | Velká Británie       | 1980–2010          | R & B / Pop                                 | 23,5                    |
| 92    | Jimi Hendrix                    | USA                  | 1960–1970          | Rock                                        | 23,5                    |
| 97    | Jimmy Buffett                   | USA                  | 1960–2010          | Rock[32]                                    | 23                      |
| 97    | Lionel Richie                   | USA                  | 1960–2010          | R & B / Pop[33]                             | 23                      |
| 97    | Red Hot Chili Peppers           | USA                  | 1980–2010          | Rock[34]                                    | 23                      |
| 97    | Beastie Boys                    | USA                  | 1980–2010          | Hip-hop                                     | 23                      |